# ヨハン・クリーク
ヨハン・クリーク（Johan Kriek, 1958年4月5日 - ）は、南アフリカ共和国・ポンゴラ出身の元男子プロテニス選手。1981年と1982年の全豪オープン男子シングルスで2連覇を達成した選手である。自己最高ランキングはシングルス7位、ダブルス12位。ATPツアーでシングルス14勝、ダブルス8勝を挙げた。同国のライバル選手、ケビン・カレンとは年齢も同じ親友である。身長175cm、体重76kg、右利き。

## 来歴
1978年にプロ転向。1981年と1982年の2年連続で、全豪オープン男子シングルスに大会2連覇を達成する。当時の全豪オープンは、開催時期も過渡期にあり、1978年から1985年までの8年間は、年末の12月に大会が行われていた。クリークが2連覇を達成したのは、その年末開催だった時代のことである。決勝戦は2年連続で、スティーブ・デントン（アメリカ）と対決した。しかし、1983年の全豪オープンでは準々決勝でスウェーデンのマッツ・ビランデルに敗れ、大会3連覇はならなかった。ビランデルには同じ全豪オープンで、1984年の準決勝と1985年の準々決勝でも敗れ、同じ大会で3年連続の敗退に終わっている。
全豪オープン以外の4大大会シングルスでは、1980年全米オープンと1986年全仏オープンで準決勝進出があるが、ウィンブルドンは（全豪2連覇と同じ）1981年と1982年のベスト8が最高成績であった。
クリークは全盛期に、1981年から1983年までの3年連続で、男子テニスツアーのシングルスでそれぞれ3勝ずつを記録している。彼のシングルス優勝記録は1987年で終わったが、ダブルスでは1988年まで優勝記録を残している。彼の最後の優勝は、1988年4月に日本の東京で行われた「サントリー・ジャパン・オープン」男子ダブルスであった。この時クリークはオーストラリアのジョン・フィッツジェラルドとペアを組み、スティーブ・デントン＆デビッド・ペイト組（ともにアメリカ）を 6-4, 6-7, 6-4 で下して優勝を飾った。
クリークは1994年のシーズンを最後に現役を退いたが、最近では同じ年のライバルであったケビン・カレンとダブルスでペアを組み、ウィンブルドンの「45歳以上の選手による男子ダブルス」部門で3連覇を果たしている。 